# دهستان جیرستان
دهستان جیرستان یکی از دهستان‌های شهرستان شیروان در استان خراسان شمالی ایران است. این دهستان در بخش سرحد قرار دارد و براساس سرشماری مرکز آمار ایران در سال ۱۳۹۰، جمعیت آن ۵۱۶۶ نفر (در ۱۴۰۲ خانوار) بوده‌است.